# Orquesta Sinfónica Estatal de Azerbaiyán
La Orquesta Sinfónica Estatal de Azerbaiyán (en azerí: Azərbaycan Dövlət Simfonik Orkestri) es la orquesta nacional de Azerbaiyán. Su sala de conciertos habitual es la Filarmónica Estatal de Azerbaiyán de Bakú. Rauf Abdullayev es su director musical desde 1984.
La orquesta sinfónica fue fundada en 1920, siendo una de las primeras orquestas en la Unión Soviética, a petición del compositor Uzeyir Hajibeyov después de que fue nombrado más tarde. Está afiliada a la Sociedad Filarmónica Estatal de Azerbaiyán.
Los conductores de renombre internacional como René-Emmanuel Baton (Francia), Otto Klemperer (Alemania), Fritz Stiedry (Austria) y Nikolái Golovánov (Rusia), han ayudado en la formación de la orquesta.
Además de los conciertos de temporada, la orquesta participa con regularidad en festivales musicales de toda Europa, y también ha participado en giras internacionales a los Estados Unidos, el Reino Unido, la Francia, la Alemania, la Suiza, la Italia, la Turquía, el Egipto y otros países.

## Directores
- Uzeyir Hajibeyov (1920–1938)
- Niyazi Hajibeyov (1938–1984)
- Rauf Abdullayev (1984– )